# Коаста-Чербулуй
Коаста-Чербулуй (рум. Coasta Cerbului) — село у повіті Вилча в Румунії. Входить до складу комуни Слетіоара.
Село розташоване на відстані 189 км на північний захід від Бухареста, 36 км на захід від Римніку-Вилчі, 90 км на північ від Крайови, 144 км на південний захід від Брашова.

## Населення
За даними перепису населення 2002 року у селі проживали 195 осіб, усі — румуни. Усі жителі села рідною мовою назвали румунську.